# Аборигенні види
Аборигенні види (від лат. aborigenus — корінний мешканець), автохтонні — види, що виникли або з давніх часів живуть на даній території, часто реліктові. При аналізі  флори чи  фауни об'єднуються в особливу групу геноелементів. Порівн. адвентивні види.
Зокрема: Аборигенні рослини — рослини природної флори даної місцевості (не інтродуковані). Займають в зеленому будівництві значне місце як рослини, добре пристосовані до умов місцезростання.